# Interlands Hondurees voetbalelftal 2020-2029
Deze pagina toont een chronologisch en gedetailleerd overzicht van de interlands die het Hondurees voetbalelftal speelt en heeft gespeeld in de periode 2020 – 2029.

## Interlands

### 2020
|                                                                   |                    |       |                      |                                                                                       |
| 10 oktober Vriendschappelijk «onderlinge duels» 16:00 uur (UTC−6) | Honduras           | 1 – 1 | Nicaragua            | Estadio Carlos Miranda, Comayagua Toeschouwers: 0 Scheidsrechter: Óscar Moncada (HON) |
| 10 oktober Vriendschappelijk «onderlinge duels» 16:00 uur (UTC−6) | Jonathan Paz 90+2' |       | 40' Carlos Chavarría | Estadio Carlos Miranda, Comayagua Toeschouwers: 0 Scheidsrechter: Óscar Moncada (HON) |

|                                                                    |                                      |       |                            | |
| 15 november Vriendschappelijk «onderlinge duels» 11:00 uur (UTC−6) | Guatemala                            | 2 – 1 | Honduras                   | Estadio Doroteo Guamuch Flores, Guatemala-Stad Toeschouwers: 0 Scheidsrechter: Mario Escobar (GUA) |
| 15 november Vriendschappelijk «onderlinge duels» 11:00 uur (UTC−6) | Darwin Lom 24' Darwin Lom 66' (pen.) |       | 68' (pen.) Alexander López | Estadio Doroteo Guamuch Flores, Guatemala-Stad Toeschouwers: 0 Scheidsrechter: Mario Escobar (GUA) |

### 2021
|                                                                 |                    |       |                     |                                                                                    |
| 24 maart Vriendschappelijk «onderlinge duels» 20:00 uur (UTC+3) | Wit-Rusland        | 1 – 1 | Honduras            | Torpedostadion, Zjodzina Toeschouwers: 425 Scheidsrechter: Aleksej Matjoenin (RUS) |
| 24 maart Vriendschappelijk «onderlinge duels» 20:00 uur (UTC+3) | Pavel Savitski 22' |       | 45' Alexander López | Torpedostadion, Zjodzina Toeschouwers: 425 Scheidsrechter: Aleksej Matjoenin (RUS) |

|                                                                 |                                             |       |                     |                                                                                |
| 28 maart Vriendschappelijk «onderlinge duels» 17:00 uur (UTC+3) | Griekenland                                 | 2 – 1 | Honduras            | Toumbastadion, Thessaloniki Toeschouwers: 0 Scheidsrechter: Urs Schnyder (SUI) |
| 28 maart Vriendschappelijk «onderlinge duels» 17:00 uur (UTC+3) | Vangelis Pavlidis 14' Vangelis Pavlidis 59' |       | 41' Diego Rodríguez | Toumbastadion, Thessaloniki Toeschouwers: 0 Scheidsrechter: Urs Schnyder (SUI) |

|                                                                                  |          |                       |                  |                                                                                             |
| 3 juni CONCACAF Nations League Halve finale «onderlinge duels» 17:30 uur (UTC−6) | Honduras | 0 – 1                 | Verenigde Staten | Empower Field at Mile High, Denver Toeschouwers: 34.451 Scheidsrechter: Oshane Nation (JAM) |
| 3 juni CONCACAF Nations League Halve finale «onderlinge duels» 17:30 uur (UTC−6) |          | 89' Jordan Siebatcheu |                  | Empower Field at Mile High, Denver Toeschouwers: 34.451 Scheidsrechter: Oshane Nation (JAM) |

|                                                                                  |                                                                                      |              |                                                                                       |                                                                                          |
| 6 juni CONCACAF Nations League Troostfinale «onderlinge duels» 16:30 uur (UTC−6) | Honduras                                                                             | 2 – 2 (n.v.) | Costa Rica                                                                            | Empower Field at Mile High, Denver Toeschouwers: 37.648 Scheidsrechter: Reon Radix (GRN) |
| 6 juni CONCACAF Nations League Troostfinale «onderlinge duels» 16:30 uur (UTC−6) | Edwin Rodríguez 48' Alberth Elis 80'                                                 |              | 8' Joel Campbell 85' Francisco Calvo                                                  | Empower Field at Mile High, Denver Toeschouwers: 37.648 Scheidsrechter: Reon Radix (GRN) |
| 6 juni CONCACAF Nations League Troostfinale «onderlinge duels» 16:30 uur (UTC−6) | Strafschoppen                                                                        |              |                                                                                       | Empower Field at Mile High, Denver Toeschouwers: 37.648 Scheidsrechter: Reon Radix (GRN) |
| 6 juni CONCACAF Nations League Troostfinale «onderlinge duels» 16:30 uur (UTC−6) | Alexander López Alberth Elis Jorge Benguché Jonathan Toro Bryan Acosta Éver Alvarado | 5 – 4        | Johan Venegas Francisco Calvo Ariel Lassiter Gerson Torres Joseph Mora Yeltsin Tejeda | Empower Field at Mile High, Denver Toeschouwers: 37.648 Scheidsrechter: Reon Radix (GRN) |

|                                                                |        |       |          |                                                                                     |
| 12 juni Vriendschappelijk «onderlinge duels» 20:00 uur (UTC−4) | Mexico | 0 – 0 | Honduras | Mercedes-Benz Stadium, Atlanta Toeschouwers: 70.072 Scheidsrechter: Ted Unkel (USA) |
| 12 juni Vriendschappelijk «onderlinge duels» 20:00 uur (UTC−4) |        |       |          | Mercedes-Benz Stadium, Atlanta Toeschouwers: 70.072 Scheidsrechter: Ted Unkel (USA) |

| CONCACAF Gold Cup 2021 |
| ---------------------- |

|                                                               |                                                                          |       |         |                                                                                    |
| 13 juli Gold Cup Groep D «onderlinge duels» 21:00 uur (UTC−4) | Honduras                                                                 | 4 – 0 | Grenada | BBVA Stadium, Houston Toeschouwers: 10.625 Scheidsrechter: Fernando Guerrero (MEX) |
| 13 juli Gold Cup Groep D «onderlinge duels» 21:00 uur (UTC−4) | Jerry Bengtson 28' Edwin Solano 52' Johnny Leverón 86' Romell Quioto 88' |       |         | BBVA Stadium, Houston Toeschouwers: 10.625 Scheidsrechter: Fernando Guerrero (MEX) |

|                                                               |                                         |       |                                                         |                                                                                |
| 17 juli Gold Cup Groep D «onderlinge duels» 21:30 uur (UTC−4) | Panama                                  | 2 – 3 | Honduras                                                | BBVA Stadium, Houston Toeschouwers: 3.508 Scheidsrechter: Bakary Gassama (GAM) |
| 17 juli Gold Cup Groep D «onderlinge duels» 21:30 uur (UTC−4) | Eric Davis 32' (pen.) César Yanis 45+1' |       | 22' Romell Quioto 65' Romell Quioto 61' Alexander López | BBVA Stadium, Houston Toeschouwers: 3.508 Scheidsrechter: Bakary Gassama (GAM) |

|                                                               |          |                                       |       |                                                                               |
| 20 juli Gold Cup Groep D «onderlinge duels» 21:30 uur (UTC−4) | Honduras | 0 – 2                                 | Qatar | BBVA Stadium, Houston Toeschouwers: 12.630 Scheidsrechter: Jair Marrufo (USA) |
| 20 juli Gold Cup Groep D «onderlinge duels» 21:30 uur (UTC−4) |          | 25' Homam Ahmed 90+5' Abdulaziz Hatem |       | BBVA Stadium, Houston Toeschouwers: 12.630 Scheidsrechter: Jair Marrufo (USA) |

|                                                                   |                                                                   |       |          |                                                                                       |
| 24 juli Gold Cup Kwartfinale «onderlinge duels» 19:30 uur (UTC−7) | Mexico                                                            | 3 – 0 | Honduras | State Farm Stadium, Glendale Toeschouwers: 64.211 Scheidsrechter: Mario Escobar (GUA) |
| 24 juli Gold Cup Kwartfinale «onderlinge duels» 19:30 uur (UTC−7) | Rogelio Funes Mori 26' Jonathan dos Santos 31' Orbelín Pineda 38' |       |          | State Farm Stadium, Glendale Toeschouwers: 64.211 Scheidsrechter: Mario Escobar (GUA) |

|  |  |  |  |  |  |  |  |  |

|                                                                              |                       |       |                            |                                                                                 |
| 2 september WK-kwalificatie Finaleronde «onderlinge duels» 20:05 uur (UTC−4) | Canada                | 1 – 1 | Honduras                   | BMO Field, Toronto Toeschouwers: 14.822 Scheidsrechter: Fernando Guerrero (MEX) |
| 2 september WK-kwalificatie Finaleronde «onderlinge duels» 20:05 uur (UTC−4) | Cyle Larin 66' (pen.) |       | 40' (pen.) Alexander López | BMO Field, Toronto Toeschouwers: 14.822 Scheidsrechter: Fernando Guerrero (MEX) |

|                                                                              |             |       |          |                                                                                         |
| 5 september WK-kwalificatie Finaleronde «onderlinge duels» 17:00 uur (UTC−6) | El Salvador | 0 – 0 | Honduras | Estadio Cuscatlán, San Salvador Toeschouwers: 25.000 Scheidsrechter: Walter López (GUA) |
| 5 september WK-kwalificatie Finaleronde «onderlinge duels» 17:00 uur (UTC−6) |             |       |          | Estadio Cuscatlán, San Salvador Toeschouwers: 25.000 Scheidsrechter: Walter López (GUA) |

|                                                                              |                 |       |                                                                                    | |
| 8 september WK-kwalificatie Finaleronde «onderlinge duels» 20:05 uur (UTC−6) | Honduras        | 1 – 4 | Verenigde Staten                                                                   | Estadio Olímpico Metropolitano, San Pedro Sula Toeschouwers: 31.000 Scheidsrechter: Fernando Hernández Gómez (MEX) |
| 8 september WK-kwalificatie Finaleronde «onderlinge duels» 20:05 uur (UTC−6) | Brayan Moya 27' |       | 48' Antonee Robinson 75' Ricardo Pepi 86' Brenden Aaronson 90+3' Sebastian Lletget | Estadio Olímpico Metropolitano, San Pedro Sula Toeschouwers: 31.000 Scheidsrechter: Fernando Hernández Gómez (MEX) |

|                                                                            |          |       |            | |
| 7 oktober WK-kwalificatie Finaleronde «onderlinge duels» 18:05 uur (UTC−6) | Honduras | 0 – 0 | Costa Rica | Estadio Olímpico Metropolitano, San Pedro Sula Toeschouwers: 19.000 Scheidsrechter: Mario Escobar (GUA) |
| 7 oktober WK-kwalificatie Finaleronde «onderlinge duels» 18:05 uur (UTC−6) |          |       |            | Estadio Olímpico Metropolitano, San Pedro Sula Toeschouwers: 19.000 Scheidsrechter: Mario Escobar (GUA) |

|                                                                             |                                                                 |       |          |                                                                                      |
| 10 oktober WK-kwalificatie Finaleronde «onderlinge duels» 18:00 uur (UTC−5) | Mexico                                                          | 3 – 0 | Honduras | Aztekenstadion, Mexico-Stad Toeschouwers: 70.000 Scheidsrechter: Ismail Elfath (USA) |
| 10 oktober WK-kwalificatie Finaleronde «onderlinge duels» 18:00 uur (UTC−5) | Sebastián Córdova 18' Rogelio Funes Mori 76' Hirving Lozano 86' |       |          | Aztekenstadion, Mexico-Stad Toeschouwers: 70.000 Scheidsrechter: Ismail Elfath (USA) |

|                                                                             |          |                                  |         | |
| 13 oktober WK-kwalificatie Finaleronde «onderlinge duels» 18:05 uur (UTC−6) | Honduras | 0 – 2                            | Jamaica | Estadio Olímpico Metropolitano, San Pedro Sula Toeschouwers: 18.000 Scheidsrechter: Bryan López (GUA) |
| 13 oktober WK-kwalificatie Finaleronde «onderlinge duels» 18:05 uur (UTC−6) |          | 38' Kemar Roofe 79' Oniel Fisher |         | Estadio Olímpico Metropolitano, San Pedro Sula Toeschouwers: 18.000 Scheidsrechter: Bryan López (GUA) |

|                                                                              |                                  |       |                                                     | |
| 12 november WK-kwalificatie Finaleronde «onderlinge duels» 19:05 uur (UTC−6) | Honduras                         | 2 – 3 | Panama                                              | Estadio Olímpico Metropolitano, San Pedro Sula Toeschouwers: 10.000 Scheidsrechter: Drew Fischer (CAN) |
| 12 november WK-kwalificatie Finaleronde «onderlinge duels» 19:05 uur (UTC−6) | Alberth Elis 30' Brayan Moya 59' |       | 77' Cecilio Waterman 81' César Yanis 85' Eric Davis | Estadio Olímpico Metropolitano, San Pedro Sula Toeschouwers: 10.000 Scheidsrechter: Drew Fischer (CAN) |

|                                                                              |                                      |       |                   |                                                                                   |
| 16 november WK-kwalificatie Finaleronde «onderlinge duels» 19:05 uur (UTC−6) | Costa Rica                           | 2 – 1 | Honduras          | Estadio Nacional, San José Toeschouwers: 5.000 Scheidsrechter: Jair Marrufo (USA) |
| 16 november WK-kwalificatie Finaleronde «onderlinge duels» 19:05 uur (UTC−6) | Óscar Duarte 20' Gerson Torres 90+5' |       | 35' Romell Quioto | Estadio Nacional, San José Toeschouwers: 5.000 Scheidsrechter: Jair Marrufo (USA) |

### 2022
|                                                                   |                                                |       |                           |                                                                                         |
| 16 januari Vriendschappelijk «onderlinge duels» 17:30 uur (UTC−5) | Colombia                                       | 2 – 1 | Honduras                  | DRV PNK Stadium, Fort Lauderdale Toeschouwers: 10.000 Scheidsrechter: David Gómez (CRC) |
| 16 januari Vriendschappelijk «onderlinge duels» 17:30 uur (UTC−5) | Juan Fernando Quintero 10' Andrés Colorado 67' |       | 53' (pen.) Kervin Arriaga | DRV PNK Stadium, Fort Lauderdale Toeschouwers: 10.000 Scheidsrechter: David Gómez (CRC) |

|                                                                             |          |                                               |        | |
| 27 januari WK-kwalificatie Finaleronde «onderlinge duels» 19:05 uur (UTC−6) | Honduras | 0 – 2                                         | Canada | Estadio Olímpico Metropolitano, San Pedro Sula Toeschouwers: 10.000 Scheidsrechter: Daneon Parchment (JAM) |
| 27 januari WK-kwalificatie Finaleronde «onderlinge duels» 19:05 uur (UTC−6) |          | 10' (e.d.) Denil Maldonado 73' Jonathan David |        | Estadio Olímpico Metropolitano, San Pedro Sula Toeschouwers: 10.000 Scheidsrechter: Daneon Parchment (JAM) |

|                                                                             |          |                                       |             | |
| 30 januari WK-kwalificatie Finaleronde «onderlinge duels» 18:05 uur (UTC−6) | Honduras | 0 – 2                                 | El Salvador | Estadio Olímpico Metropolitano, San Pedro Sula Toeschouwers: 3.000 Scheidsrechter: Keylor Herrera (CRC) |
| 30 januari WK-kwalificatie Finaleronde «onderlinge duels» 18:05 uur (UTC−6) |          | 35' Nelson Bonilla 90+2' Darwin Cerén |             | Estadio Olímpico Metropolitano, San Pedro Sula Toeschouwers: 3.000 Scheidsrechter: Keylor Herrera (CRC) |

|                                                                             |                                                               |       |          |                                                                                    |
| 2 februari WK-kwalificatie Finaleronde «onderlinge duels» 18:30 uur (UTC−6) | Verenigde Staten                                              | 3 – 0 | Honduras | Allianz Field, Saint Paul Toeschouwers: 19.202 Scheidsrechter: Oshane Nation (JAM) |
| 2 februari WK-kwalificatie Finaleronde «onderlinge duels» 18:30 uur (UTC−6) | Weston McKennie 8' Walker Zimmerman 37' Christian Pulisic 67' |       |          | Allianz Field, Saint Paul Toeschouwers: 19.202 Scheidsrechter: Oshane Nation (JAM) |

|                                                                           |                       |       |                 |                                                                                                |
| 24 maart WK-kwalificatie Finaleronde «onderlinge duels» 20:05 uur (UTC−5) | Panama                | 1 – 1 | Honduras        | Estadio Rommel Fernández, Panama-Stad Toeschouwers: 24.000 Scheidsrechter: Ismail Elfath (USA) |
| 24 maart WK-kwalificatie Finaleronde «onderlinge duels» 20:05 uur (UTC−5) | Rolando Blackburn 23' |       | 65' Kevin López | Estadio Rommel Fernández, Panama-Stad Toeschouwers: 24.000 Scheidsrechter: Ismail Elfath (USA) |

|                                                                           |          |                   |        | |
| 27 maart WK-kwalificatie Finaleronde «onderlinge duels» 17:05 uur (UTC−6) | Honduras | 0 – 1             | Mexico | Estadio Olímpico Metropolitano, San Pedro Sula Toeschouwers: 0 Scheidsrechter: Armando Villarreal (USA) |
| 27 maart WK-kwalificatie Finaleronde «onderlinge duels» 17:05 uur (UTC−6) |          | 70' Edson Álvarez |        | Estadio Olímpico Metropolitano, San Pedro Sula Toeschouwers: 0 Scheidsrechter: Armando Villarreal (USA) |

|                                                                           |                                             |       |                         |                                                                                      |
| 30 maart WK-kwalificatie Finaleronde «onderlinge duels» 20:05 uur (UTC−5) | Jamaica                                     | 2 – 1 | Honduras                | Independence Park, Kingston Toeschouwers: 2.500 Scheidsrechter: Keylor Herrera (CRC) |
| 30 maart WK-kwalificatie Finaleronde «onderlinge duels» 20:05 uur (UTC−5) | Leon Bailey 39' (pen.) Ravel Morrison 45+2' |       | 18' (pen.) Ángel Tejeda | Independence Park, Kingston Toeschouwers: 2.500 Scheidsrechter: Keylor Herrera (CRC) |

|                                                                             |         |                      |          |                                                                                        |
| 3 juni CONCACAF Nations League Groep C «onderlinge duels» 20:00 uur (UTC−4) | Curaçao | 0 – 1                | Honduras | Ergilio Hatostadion, Willemstad Toeschouwers: 0 Scheidsrechter: Daneon Parchment (JAM) |
| 3 juni CONCACAF Nations League Groep C «onderlinge duels» 20:00 uur (UTC−4) |         | 23' José Mario Pinto |          | Ergilio Hatostadion, Willemstad Toeschouwers: 0 Scheidsrechter: Daneon Parchment (JAM) |

|                                                                             |                     |       |                                             | |
| 6 juni CONCACAF Nations League Groep C «onderlinge duels» 20:00 uur (UTC−6) | Honduras            | 1 – 2 | Curaçao                                     | Estadio Olímpico Metropolitano, San Pedro Sula Toeschouwers: 0 Scheidsrechter: Juan Gabriel Calderón (CRC) |
| 6 juni CONCACAF Nations League Groep C «onderlinge duels» 20:00 uur (UTC−6) | Romell Quioto 90+4' |       | 34' Leandro Bacuna 82' Anthony van den Hurk | Estadio Olímpico Metropolitano, San Pedro Sula Toeschouwers: 0 Scheidsrechter: Juan Gabriel Calderón (CRC) |

|                                                                              |                                    |       |                    | |
| 13 juni CONCACAF Nations League Groep C «onderlinge duels» 20:00 uur (UTC−6) | Honduras                           | 2 – 1 | Canada             | Estadio Olímpico Metropolitano, San Pedro Sula Toeschouwers: 13.000 Scheidsrechter: Mario Escobar (GUA) |
| 13 juni CONCACAF Nations League Groep C «onderlinge duels» 20:00 uur (UTC−6) | Kevin López 13' Kervin Arriaga 78' |       | 86' Jonathan David | Estadio Olímpico Metropolitano, San Pedro Sula Toeschouwers: 13.000 Scheidsrechter: Mario Escobar (GUA) |

|                                                                     |                                                                 |       |          |                                                                                            |
| 23 september Vriendschappelijk «onderlinge duels» 20:00 uur (UTC−4) | Argentinië                                                      | 3 – 0 | Honduras | Hard Rock Stadium, Miami Gardens Toeschouwers: 64.420 Scheidsrechter: Rubiel Vasquez (USA) |
| 23 september Vriendschappelijk «onderlinge duels» 20:00 uur (UTC−4) | Lautaro Martínez 16' Lionel Messi 45+2' (pen.) Lionel Messi 69' |       |          | Hard Rock Stadium, Miami Gardens Toeschouwers: 64.420 Scheidsrechter: Rubiel Vasquez (USA) |

|                                                                     |                                             |       |                |                                                                               |
| 27 september Vriendschappelijk «onderlinge duels» 20:00 uur (UTC−5) | Honduras                                    | 2 – 1 | Guatemala      | PNC Stadium, Houston Toeschouwers: 15.000 Scheidsrechter: Ismail Elfath (USA) |
| 27 september Vriendschappelijk «onderlinge duels» 20:00 uur (UTC−5) | Nicolás Samayoa 70' (e.d.) Edwin Solano 87' |       | 32' Darwin Lom | PNC Stadium, Houston Toeschouwers: 15.000 Scheidsrechter: Ismail Elfath (USA) |

|                                                                   |                |       |          |                                                                         |
| 27 oktober Vriendschappelijk «onderlinge duels» 18:30 uur (UTC+2) | Qatar          | 1 – 0 | Honduras | Marbella Football Center, Marbella Toeschouwers: 0 Scheidsrechter: onb. |
| 27 oktober Vriendschappelijk «onderlinge duels» 18:30 uur (UTC+2) | Almoez Ali 60' |       |          | Marbella Football Center, Marbella Toeschouwers: 0 Scheidsrechter: onb. |

|                                                                   |               |       |          |                                                                                 |
| 30 oktober Vriendschappelijk «onderlinge duels» 18:30 uur (UTC+4) | Saoedi-Arabië | 0 – 0 | Honduras | Al Nahyanstadion, Abu Dhabi Toeschouwers: 0 Scheidsrechter: Yahya Almulla (VAE) |
| 30 oktober Vriendschappelijk «onderlinge duels» 18:30 uur (UTC+4) |               |       |          | Al Nahyanstadion, Abu Dhabi Toeschouwers: 0 Scheidsrechter: Yahya Almulla (VAE) |

### 2023
|                                                                 |             |                             |          |                                                                                  |
| 22 maart Vriendschappelijk «onderlinge duels» 19:00 uur (UTC−7) | El Salvador | 0 – 1                       | Honduras | BMO Stadium, Los Angeles Toeschouwers: 16.000 Scheidsrechter: Victor Rivas (USA) |
| 22 maart Vriendschappelijk «onderlinge duels» 19:00 uur (UTC−7) |             | 34' (e.d.) Melvin Cartagena |          | BMO Stadium, Los Angeles Toeschouwers: 16.000 Scheidsrechter: Victor Rivas (USA) |

|                                                                               |                                                                     |       |                    |                                                                           |
| 28 maart CONCACAF Nations League Groep C «onderlinge duels» 20:00 uur (UTC−4) | Canada                                                              | 4 – 1 | Honduras           | BMO Field, Toronto Toeschouwers: 13.626 Scheidsrechter: Iván Barton (SLV) |
| 28 maart CONCACAF Nations League Groep C «onderlinge duels» 20:00 uur (UTC−4) | Cyle Larin 9' Cyle Larin 12' Jonathan David 50' Jonathan Osorio 87' |       | 73' Jorge Benguché | BMO Field, Toronto Toeschouwers: 13.626 Scheidsrechter: Iván Barton (SLV) |

|                                                                |                      |       |          |                                                                 |
| 15 juni Vriendschappelijk «onderlinge duels» 20:00 uur (UTC−4) | Venezuela            | 1 – 0 | Honduras | Audi Field, Washington D.C. Scheidsrechter: Jaime Herrera (SLV) |
| 15 juni Vriendschappelijk «onderlinge duels» 20:00 uur (UTC−4) | Yeferson Soteldo 37' |       |          | Audi Field, Washington D.C. Scheidsrechter: Jaime Herrera (SLV) |

| CONCACAF Gold Cup 2023 |
| ---------------------- |

|                                                               |                                                               |       |          | |
| 25 juni Gold Cup Groep B «onderlinge duels» 19:00 uur (UTC−5) | Mexico                                                        | 4 – 0 | Honduras | NRG Stadium, Houston Toeschouwers: 66.255 Scheidsrechter: Mario Escobar (GUA) Video-assistent: Tim Ford (USA) |
| 25 juni Gold Cup Groep B «onderlinge duels» 19:00 uur (UTC−5) | Luis Romo 1' Luis Romo 23' Orbelín Pineda 52' Luis Chávez 64' |       |          | NRG Stadium, Houston Toeschouwers: 66.255 Scheidsrechter: Mario Escobar (GUA) Video-assistent: Tim Ford (USA) |

|                                                               |                       |       |                    | |
| 29 juni Gold Cup Groep B «onderlinge duels» 16:45 uur (UTC−7) | Qatar                 | 1 – 1 | Honduras           | State Farm Stadium, Glendale Toeschouwers: 34.517 Scheidsrechter: Armando Villarreal (USA) Video-assistent: Allen Chapman (USA) |
| 29 juni Gold Cup Groep B «onderlinge duels» 16:45 uur (UTC−7) | Tameem Al-Abdullah 7' |       | 90+6' Alberth Elis | State Farm Stadium, Glendale Toeschouwers: 34.517 Scheidsrechter: Armando Villarreal (USA) Video-assistent: Allen Chapman (USA) |

|                                                              |                                   |       |                      | |
| 2 juli Gold Cup Groep B «onderlinge duels» 21:00 uur (UTC−4) | Honduras                          | 2 – 1 | Haïti                | Bank of America Stadium, Charlotte Toeschouwers: 47.382 Scheidsrechter: Oshane Nation (JAM) Video-assistent: Tim Ford (USA) |
| 2 juli Gold Cup Groep B «onderlinge duels» 21:00 uur (UTC−4) | Jerry Bengtson 42' José Pinto 59' |       | 20' Frantzdy Pierrot | Bank of America Stadium, Charlotte Toeschouwers: 47.382 Scheidsrechter: Oshane Nation (JAM) Video-assistent: Tim Ford (USA) |

|  |  |  |  |  |  |  |  |  |

|                                                                    |           |       |          |                                                                                                |
| 3 september Vriendschappelijk «onderlinge duels» 18:00 uur (UTC−4) | Guatemala | 0 – 0 | Honduras | DRV PNK Stadium, Fort Lauderdale Toeschouwers: 20.000 Scheidsrechter: César Arturo Ramos (MEX) |
| 3 september Vriendschappelijk «onderlinge duels» 18:00 uur (UTC−4) |           |       |          | DRV PNK Stadium, Fort Lauderdale Toeschouwers: 20.000 Scheidsrechter: César Arturo Ramos (MEX) |

|                                                                                  |                  |       |          |                                                                                       |
| 8 september CONCACAF Nations League Groep B «onderlinge duels» 20:00 uur (UTC−5) | Jamaica          | 1 – 0 | Honduras | Independence Park, Kingston Toeschouwers: 3.800 Scheidsrechter: Daniel Quintero (MEX) |
| 8 september CONCACAF Nations League Groep B «onderlinge duels» 20:00 uur (UTC−5) | Demarai Gray 64' |       |          | Independence Park, Kingston Toeschouwers: 3.800 Scheidsrechter: Daniel Quintero (MEX) |

|                                                                                   |                                                                                    |       |         |                                                                      |
| 12 september CONCACAF Nations League Groep B «onderlinge duels» 20:00 uur (UTC−6) | Honduras                                                                           | 4 – 0 | Grenada | Estadio Chelato Uclés, Tegucigalpa Scheidsrechter: Iván Barton (SLV) |
| 12 september CONCACAF Nations League Groep B «onderlinge duels» 20:00 uur (UTC−6) | Edwin Rodríguez 45+2' Anthony Lozano 51' Luis Palma 60' (pen.) Edwin Rodríguez 65' |       |         | Estadio Chelato Uclés, Tegucigalpa Scheidsrechter: Iván Barton (SLV) |

|                                                                                 |      |       |          | |
| 12 oktober CONCACAF Nations League Groep B «onderlinge duels» 21:00 uur (UTC−4) | Cuba | 0 – 0 | Honduras | Estadio Olímpico Félix Sánchez, Santo Domingo (Dominicaanse Republiek) Scheidsrechter: Walter López Castellanos (GUA) |
| 12 oktober CONCACAF Nations League Groep B «onderlinge duels» 21:00 uur (UTC−4) |      |       |          | Estadio Olímpico Félix Sánchez, Santo Domingo (Dominicaanse Republiek) Scheidsrechter: Walter López Castellanos (GUA) |

|                                                                                 |                                                                                   |       |      |                                                                                             |
| 15 oktober CONCACAF Nations League Groep B «onderlinge duels» 18:00 uur (UTC−6) | Honduras                                                                          | 4 – 0 | Cuba | Estadio Chelato Uclés, Tegucigalpa Toeschouwers: 10.899 Scheidsrechter: Mario Escobar (GUA) |
| 15 oktober CONCACAF Nations League Groep B «onderlinge duels» 18:00 uur (UTC−6) | Denil Maldonado 9' Anthony Lozano 13' Romell Quioto 67' (pen.) Bryan Róchez 90+1' |       |      | Estadio Chelato Uclés, Tegucigalpa Toeschouwers: 10.899 Scheidsrechter: Mario Escobar (GUA) |

|                                                                                      |                                     |       |        | |
| 17 november CONCACAF Nations League Kwartfinale «onderlinge duels» 20:00 uur (UTC−6) | Honduras                            | 2 – 0 | Mexico | Estadio Chelato Uclés, Tegucigalpa Toeschouwers: 22.444 Scheidsrechter: Juan Gabriel Calderón (CRC) |
| 17 november CONCACAF Nations League Kwartfinale «onderlinge duels» 20:00 uur (UTC−6) | Anthony Lozano 30' Bryan Róchez 72' |       |        | Estadio Chelato Uclés, Tegucigalpa Toeschouwers: 22.444 Scheidsrechter: Juan Gabriel Calderón (CRC) |

|                                                                                      |                                                            |       |                                                   |                                                                                    |
| 21 november CONCACAF Nations League Kwartfinale «onderlinge duels» 20:30 uur (UTC−6) | Mexico                                                     | 2 – 0 | Honduras                                          | Aztekenstadion, Mexico-Stad Toeschouwers: 70.078 Scheidsrechter: Iván Barton (SLV) |
| 21 november CONCACAF Nations League Kwartfinale «onderlinge duels» 20:30 uur (UTC−6) | Luis Chávez 43' Edson Álvarez 90+11'                       |       |                                                   | Aztekenstadion, Mexico-Stad Toeschouwers: 70.078 Scheidsrechter: Iván Barton (SLV) |
| 21 november CONCACAF Nations League Kwartfinale «onderlinge duels» 20:30 uur (UTC−6) | Strafschoppen                                              |       |                                                   | Aztekenstadion, Mexico-Stad Toeschouwers: 70.078 Scheidsrechter: Iván Barton (SLV) |
| 21 november CONCACAF Nations League Kwartfinale «onderlinge duels» 20:30 uur (UTC−6) | Santiago Giménez Johan Vásquez Orbelín Pineda César Huerta | 4 – 2 | Bryan Róchez Bryan Acosta Alberth Elis Andy Najar | Aztekenstadion, Mexico-Stad Toeschouwers: 70.078 Scheidsrechter: Iván Barton (SLV) |

### 2024
|                                                                   |          |                                                       |         |                                                                                          |
| 17 januari Vriendschappelijk «onderlinge duels» 20:00 uur (UTC−5) | Honduras | 0 – 2                                                 | IJsland | DRV PNK Stadium, Fort Lauderdale Toeschouwers: 7.000 Scheidsrechter: Natalie Simon (USA) |
| 17 januari Vriendschappelijk «onderlinge duels» 20:00 uur (UTC−5) |          | 48' (pen.) Brynjólfur Willumsson 58' Andri Guðjohnsen |         | DRV PNK Stadium, Fort Lauderdale Toeschouwers: 7.000 Scheidsrechter: Natalie Simon (USA) |

|                                                                              |                                                           |       |                       | |
| 23 maart Copa América 2024 kwalificatie «onderlinge duels» 18:15 uur (UTC−5) | Costa Rica                                                | 3 – 1 | Honduras              | Toyota Stadium, Frisco Toeschouwers: 15.299 Scheidsrechter: Ismail Elfath (USA) Video-assistent: Allen Chapman (USA) |
| 23 maart Copa América 2024 kwalificatie «onderlinge duels» 18:15 uur (UTC−5) | Orlando Galo 12' Warren Madrigal 56' Jefferson Brenes 62' |       | 10' Michaell Chirinos | Toyota Stadium, Frisco Toeschouwers: 15.299 Scheidsrechter: Ismail Elfath (USA) Video-assistent: Allen Chapman (USA) |

|                                                                 |                |       |                  |                                                                    |
| 26 maart Vriendschappelijk «onderlinge duels» 20:00 uur (UTC−5) | El Salvador    | 1 – 1 | Honduras         | Shell Energy Stadium, Houston Scheidsrechter: Rubiel Vazquez (USA) |
| 26 maart Vriendschappelijk «onderlinge duels» 20:00 uur (UTC−5) | Brayan Gil 11' |       | 62' Bryan Róchez | Shell Energy Stadium, Houston Scheidsrechter: Rubiel Vazquez (USA) |

|                                                                          |                                                               |       |                  |                                                                                             |
| 6 juni WK-kwalificatie Tweede ronde «onderlinge duels» 18:30 uur (UTC−6) | Honduras                                                      | 3 – 1 | Cuba             | Estadio Chelato Uclés, Tegucigalpa Toeschouwers: 10.111 Scheidsrechter: Juan Calderón (CRC) |
| 6 juni WK-kwalificatie Tweede ronde «onderlinge duels» 18:30 uur (UTC−6) | Anthony Lozano 26' Edwin Rodríguez 45+2' Rubilio Castillo 82' |       | 23' Maikel Reyes | Estadio Chelato Uclés, Tegucigalpa Toeschouwers: 10.111 Scheidsrechter: Juan Calderón (CRC) |

|                                                                          |                   |       | |                                                                                                 |
| 9 juni WK-kwalificatie Tweede ronde «onderlinge duels» 20:00 uur (UTC−3) | Bermuda           | 1 – 6 | Honduras                                                                                              | Nationaal Stadion, Devonshire Toeschouwers: 1.021 Scheidsrechter: Karen Hernández Andrade (MEX) |
| 9 juni WK-kwalificatie Tweede ronde «onderlinge duels» 20:00 uur (UTC−3) | Zeiko Lewis 45+4' |       | 15' Javier Arriaga 49' David Ruiz 53' Edwin Rodríguez 57' Luis Vega 62' Andy Najar 90+1' Bryan Róchez | Nationaal Stadion, Devonshire Toeschouwers: 1.021 Scheidsrechter: Karen Hernández Andrade (MEX) |

|                                                                |                                        |       |                         |                                                                                                  |
| 16 juni Vriendschappelijk «onderlinge duels» 15:30 uur (UTC−4) | Ecuador                                | 2 – 1 | Honduras                | Pratt & Whitney Stadium, East Hartford Toeschouwers: 15.000 Scheidsrechter: Ismael Cornejo (SLV) |
| 16 juni Vriendschappelijk «onderlinge duels» 15:30 uur (UTC−4) | Jeremy Sarmiento 8' Piero Hincapié 89' |       | 29' (pen.) Bryan Róchez | Pratt & Whitney Stadium, East Hartford Toeschouwers: 15.000 Scheidsrechter: Ismael Cornejo (SLV) |

|                                                                                  |                                                                             |       |                    |                                                                                         |
| 6 september CONCACAF Nations League Groep B «onderlinge duels» 20:00 uur (UTC−6) | Honduras                                                                    | 4 – 0 | Trinidad en Tobago | Estadio Chelato Uclés, Tegucigalpa Toeschouwers: 7.481 Scheidsrechter: Tori Penso (USA) |
| 6 september CONCACAF Nations League Groep B «onderlinge duels» 20:00 uur (UTC−6) | Alexander López 39' Kervin Arriaga 45+2' Edwin Rodríguez 54' David Ruiz 86' |       |                    | Estadio Chelato Uclés, Tegucigalpa Toeschouwers: 7.481 Scheidsrechter: Tori Penso (USA) |

|                                                                                   |                |       |                                                       |                                                                         |
| 10 september CONCACAF Nations League Groep B «onderlinge duels» 20:00 uur (UTC−6) | Honduras       | 1 – 2 | Jamaica                                               | Estadio Chelato Uclés, Tegucigalpa Scheidsrechter: Víctor Cáceres (MEX) |
| 10 september CONCACAF Nations League Groep B «onderlinge duels» 20:00 uur (UTC−6) | David Ruiz 50' |       | 49' (e.d.) Denil Maldonado 76' (pen.) Michail Antonio | Estadio Chelato Uclés, Tegucigalpa Scheidsrechter: Víctor Cáceres (MEX) |

|                                                              |                                     |       |                                                          | |
| 10 oktober CONCACAF Nations League Groep B 16:30 uur (UTC−3) | Frans-Guyana                        | 2 – 3 | Honduras                                                 | Stade Municipal Dr. Edmard Lama, Rémire-Montjoly Toeschouwers: 204 Scheidsrechter: Lukasz Szpala (USA) |
| 10 oktober CONCACAF Nations League Groep B 16:30 uur (UTC−3) | Raphaël Galas 56' Jules Haabo 90+4' |       | 45+1' Anthony Lozano 67' Deiby Flores 74' Jorge Benguché | Stade Municipal Dr. Edmard Lama, Rémire-Montjoly Toeschouwers: 204 Scheidsrechter: Lukasz Szpala (USA) |

|                                                                                 |         |       |          |                                                                                           |
| 14 oktober CONCACAF Nations League Groep B «onderlinge duels» 20:00 uur (UTC−5) | Jamaica | 0 – 0 | Honduras | Independence Park, Kingston Toeschouwers: 11.263 Scheidsrechter: Armando Villarreal (USA) |
| 14 oktober CONCACAF Nations League Groep B «onderlinge duels» 20:00 uur (UTC−5) |         |       |          | Independence Park, Kingston Toeschouwers: 11.263 Scheidsrechter: Armando Villarreal (USA) |

|                                                                                      |                               |       |        |                                                                                                   |
| 15 november CONCACAF Nations League Kwartfinale «onderlinge duels» 20:00 uur (UTC−6) | Honduras                      | 2 – 0 | Mexico | Estadio Francisco Morazán, San Pedro Sula Toeschouwers: 12.866 Scheidsrechter: Walter López (GUA) |
| 15 november CONCACAF Nations League Kwartfinale «onderlinge duels» 20:00 uur (UTC−6) | Luis Palma 64' Luis Palma 83' |       |        | Estadio Francisco Morazán, San Pedro Sula Toeschouwers: 12.866 Scheidsrechter: Walter López (GUA) |

|                                                                                      |                                                                               |       |          |                                                                                      |
| 19 november CONCACAF Nations League Kwartfinale «onderlinge duels» 20:30 uur (UTC−6) | Mexico                                                                        | 4 – 0 | Honduras | Estadio Nemesio Díez, Toluca Toeschouwers: 26.898 Scheidsrechter: Drew Fischer (CAN) |
| 19 november CONCACAF Nations League Kwartfinale «onderlinge duels» 20:30 uur (UTC−6) | Raúl Jiménez 42' Henry Martín 72' Jorge Sánchez 85' Henry Martín 90+7' (pen.) |       |          | Estadio Nemesio Díez, Toluca Toeschouwers: 26.898 Scheidsrechter: Drew Fischer (CAN) |

### 2025
|                                                                 |                     |       |                                  |                                                                     |
| 16 maart Vriendschappelijk «onderlinge duels» 15:00 uur (UTC−4) | Honduras            | 1 – 2 | Guatemala                        | Chase Stadium, Fort Lauderdale Scheidsrechter: Luis Santander (MEX) |
| 16 maart Vriendschappelijk «onderlinge duels» 15:00 uur (UTC−4) | Eddie Hernández 26' |       | 31' José Ardón 85' Olger Escobar | Chase Stadium, Fort Lauderdale Scheidsrechter: Luis Santander (MEX) |

|                                                                                   |                                                             |       |                                                                                         |                                                                |
| 21 maart CONCACAF Gold Cup 2025 kwalificatie «onderlinge duels» 20:00 uur (UTC−3) | Bermuda                                                     | 3 – 5 | Honduras                                                                                | Nationaal Stadion, Devonshire Scheidsrechter: Reon Radix (GRN) |
| 21 maart CONCACAF Gold Cup 2025 kwalificatie «onderlinge duels» 20:00 uur (UTC−3) | Kane Crichlow 1' Djair Parfitt 44' Zeiko Lewis 90+2' (pen.) |       | 60' Romell Quioto 64' Luis Palma 66' Romell Quioto 89' Julián Martínez 90+4' José Pinto | Nationaal Stadion, Devonshire Scheidsrechter: Reon Radix (GRN) |

|                                                                                   |                                   |       |         |                                                                      |
| 25 maart CONCACAF Gold Cup 2025 kwalificatie «onderlinge duels» 20:00 uur (UTC−6) | Honduras                          | 2 – 0 | Bermuda | Estadio Chelato Uclés, Tegucigalpa Scheidsrechter: Bryan López (GUA) |
| 25 maart CONCACAF Gold Cup 2025 kwalificatie «onderlinge duels» 20:00 uur (UTC−6) | Jorge Benguché 53' Luis Palma 57' |       |         | Estadio Chelato Uclés, Tegucigalpa Scheidsrechter: Bryan López (GUA) |

|                                                                       |                 |   |          |                                                    |
| 7 juni WK-kwalificatie Tweede ronde «onderlinge duels» n.n.b. (UTC−5) | Kaaimaneilanden | – | Honduras | n.n.b. Toeschouwers: n.n.b. Scheidsrechter: n.n.b. |
| 7 juni WK-kwalificatie Tweede ronde «onderlinge duels» n.n.b. (UTC−5) |                 |   |          | n.n.b. Toeschouwers: n.n.b. Scheidsrechter: n.n.b. |

|                                                                        |          |   |                    |                                                    |
| 10 juni WK-kwalificatie Tweede ronde «onderlinge duels» n.n.b. (UTC−6) | Honduras | – | Antigua en Barbuda | n.n.b. Toeschouwers: n.n.b. Scheidsrechter: n.n.b. |
| 10 juni WK-kwalificatie Tweede ronde «onderlinge duels» n.n.b. (UTC−6) |          |   |                    | n.n.b. Toeschouwers: n.n.b. Scheidsrechter: n.n.b. |

| CONCACAF Gold Cup 2025 |
| ---------------------- |

|                                                               |        |   |          |                                                                         |
| 17 juni Gold Cup Groep B «onderlinge duels» 19:30 uur (UTC−7) | Canada | – | Honduras | BC Place Stadium, Vancouver Toeschouwers: n.n.b. Scheidsrechter: n.n.b. |
| 17 juni Gold Cup Groep B «onderlinge duels» 19:30 uur (UTC−7) |        |   |          | BC Place Stadium, Vancouver Toeschouwers: n.n.b. Scheidsrechter: n.n.b. |

|                                                               |          |   |             |                                                                           |
| 21 juni Gold Cup Groep B «onderlinge duels» 21:00 uur (UTC−5) | Honduras | – | El Salvador | Shell Energy Stadium, Houston Toeschouwers: n.n.b. Scheidsrechter: n.n.b. |
| 21 juni Gold Cup Groep B «onderlinge duels» 21:00 uur (UTC−5) |          |   |             | Shell Energy Stadium, Houston Toeschouwers: n.n.b. Scheidsrechter: n.n.b. |

|                                                               |          |   |         |                                                                   |
| 24 juni Gold Cup Groep B «onderlinge duels» 19:00 uur (UTC−7) | Honduras | – | Curaçao | PayPal Park, San Jose Toeschouwers: n.n.b. Scheidsrechter: n.n.b. |
| 24 juni Gold Cup Groep B «onderlinge duels» 19:00 uur (UTC−7) |          |   |         | PayPal Park, San Jose Toeschouwers: n.n.b. Scheidsrechter: n.n.b. |

|  |  |  |  |  |  |  |  |  |

Hondurese voetbalbond · A-internationals · Selecties · Bondscoaches · Hondurees vrouwenelftal · Olympisch elftal · Honduras U21 · Honduras U19 · Honduras U17
1920 – 1959 ·
1960 – 1969 ·
1970 – 1979 ·
1980 – 1989 ·
1990 – 1999 ·
2000 – 2009 ·
2010 – 2019 ·
2020 − 2029
CGC 2021
CA 2001
WK 1982 · 
WK 2010 · 
WK 2014
OS 2000 · 
OS 2008 · 
OS 2012 ·
OS 2016 ·
OS 2020
1921 · 
1922–1929 · 
1930 · 
1931–1934 · 
1935 · 
1936–1945 · 
1946 · 
1947–1949 · 
1950 · 
1951–1952 · 
1953 · 
1954 · 
1955 · 
1956 · 
1957 · 
1958–1959 · 
1960 · 
1961 · 
1962 · 
1963 · 
1964 · 
1965 · 
1966 · 
1967 · 
1968 · 
1969 · 
1970 · 
1971 · 
1972 · 
1973 · 
1974 · 
1975 · 
1976 · 
1977 · 
1978 · 
1979 · 
1980 · 
1981 · 
1982 · 
1983 · 
1984 · 
1985 · 
1986 · 
1987 · 
1988 · 
1989–1990 · 
1991 · 
1992 · 
1993 · 
1994 · 
1995 · 
1996 · 
1997 · 
1998 · 
1999 · 
2000 · 
2001 · 
2002 · 
2003 · 
2004 · 
2005 · 
2006 · 
2007 · 
2008 · 
2009 · 
2010 · 
2011 · 
2012 · 
2013 · 
2014 · 
2015 · 
2016 ·
2017 ·
2018 ·
2019 ·
2020 ·
2021 ·
2022 ·
2023 ·
2024
Argentinië ·
Australië ·
Azerbeidzjan ·
Belize ·
Bermuda ·
Bolivia ·
Brazilië ·
Canada ·
Chili ·
China ·
Colombia ·
Costa Rica ·
Cuba ·
Curaçao ·
Denemarken ·
Ecuador ·
El Salvador ·
Engeland ·
Finland ·
Frankrijk ·
Grenada ·
Griekenland ·
Guatemala ·
Haïti ·
IJsland ·
Israël ·
Jamaica ·
Japan ·
Joegoslavië ·
Letland · 
Mexico ·
Nederlandse Antillen ·
Nicaragua ·
Nieuw-Zeeland ·
Noord-Ierland · 
Noorwegen ·
Panama ·
Paraguay ·
Peru ·
Puerto Rico ·
Qatar ·
Roemenië ·
Saint Vincent en de Grenadines ·
Saoedi-Arabië ·
Servië ·
Slovenië ·
Spanje ·
Suriname ·
Trinidad en Tobago ·
Turkije ·
Uruguay ·
Venezuela ·
Verenigde Arabische Emiraten ·
Verenigde Staten ·
Wit-Rusland ·
Zambia ·
Zuid-Afrika ·
Zuid-Korea ·
Zwitserland
Chili (2010) ·
Ecuador (2014) ·
Frankrijk (2014) ·
Spanje (2010) ·
Zwitserland (2010) · 
Zwitserland (2014)
CONMEBOL: Argentinië · Bolivia · Brazilië · Chili · Colombia · Ecuador · Paraguay · Peru · Uruguay · Venezuela

UEFA: Albanië · Andorra · Armenië · Azerbeidzjan · België · Bosnië en Herzegovina · Bulgarije · Cyprus · Denemarken · Duitsland · Engeland · Estland · Faeröer · Finland · Frankrijk · Georgië · Gibraltar · Griekenland · Hongarije · IJsland · Ierland · Israël · Italië · Kazachstan · Kosovo · Kroatië · Letland · Liechtenstein · Litouwen · Luxemburg · Malta · Moldavië · Montenegro · Nederland · Noord-Ierland · Noord-Macedonië · Noorwegen · Oekraïne · Oostenrijk · Polen · Portugal · Roemenië · Rusland · San Marino · Schotland · Servië · Slovenië · Slowakije · Spanje · Tsjechië · Turkije · Wales · Wit-Rusland · Zweden · Zwitserland

AFC: Australië · China · Irak · Iran · Japan · Libanon · Oezbekistan · Oman · Qatar · Saoedi-Arabië · Syrië · Verenigde Arabische Emiraten · Vietnam · Zuid-Korea

CAF: Algerije · Burkina Faso · Congo-Kinshasa · Egypte · Ghana · Ivoorkust · Kaapverdië · Kameroen · Mali · Marokko · Nigeria · Senegal · Tunesië · Zuid-Afrika

CONCACAF: Canada · Costa Rica · Curaçao · El Salvador · Honduras · Jamaica · Mexico · Panama · Suriname · Verenigde Staten

OFC: Nieuw-Zeeland